# Carlo Borsari
Carlo Borsari (Bologna, 21 ottobre 1913 – Bologna, 12 ottobre 1997) è stato un imprenditore italiano, conosciuto per aver ricostruito la città argentina di Ushuaia.

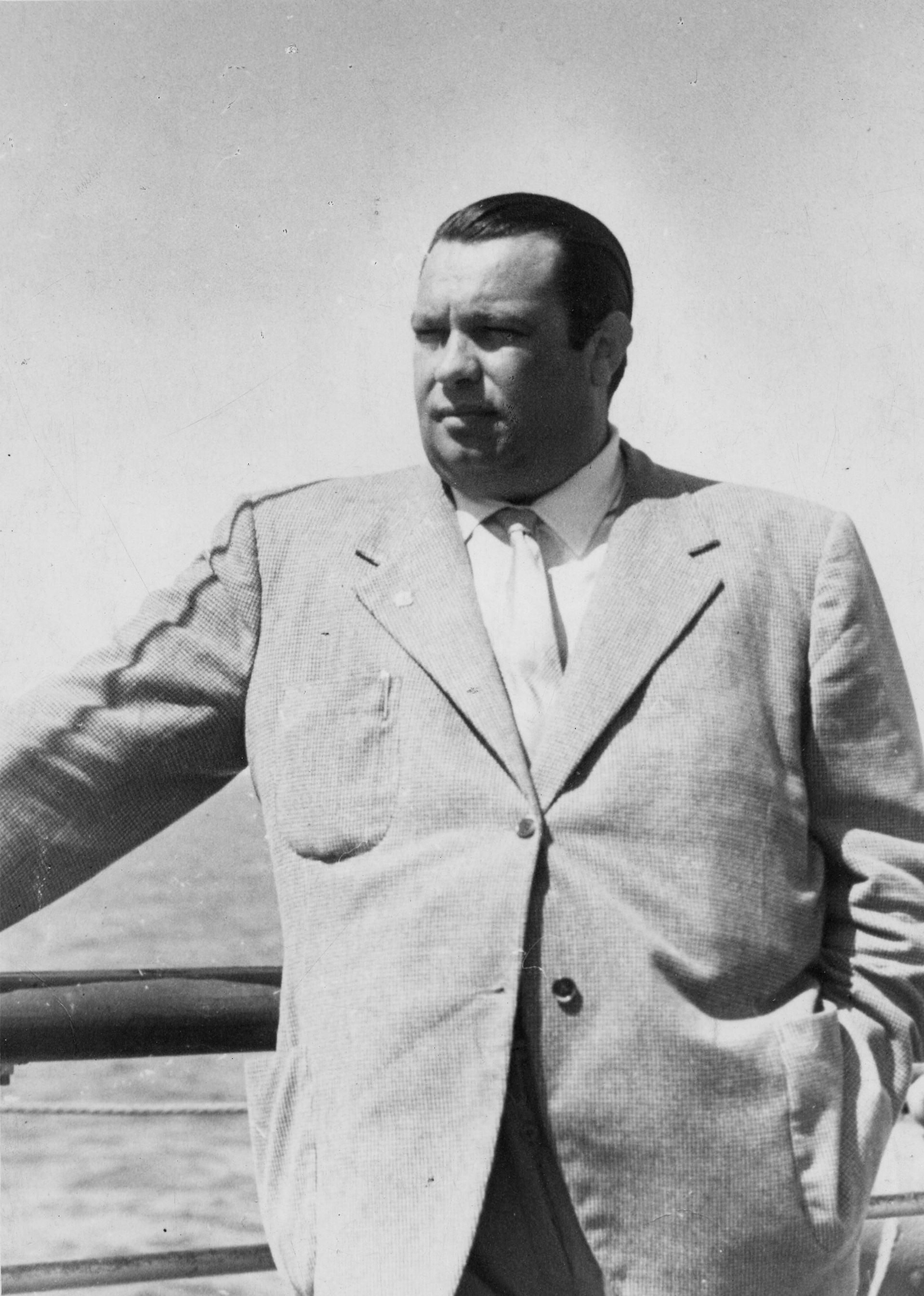
Carlo Borsari

Attivo già negli anni trenta nel settore delle costruzioni Carlo Borsari non fu tra coloro che beneficiarono di vantaggi e commesse ben retribuite dal Governo fascista. Allo stesso tempo non fu, almeno platealmente, un nemico del regime anche se, appena finita la Guerra, ricevette un attestato di benemerenza da parte del Corpo Volontari della Libertà, a seguito di un'importante donazione alla lotta di Liberazione. Durante la seconda guerra mondiale ricevette in custodia la Torà e altri documenti da parte della Sinagoga di Bologna a testimonianza di una riconosciuta onestà ed umanità.

## L'emigrazione italiana in Argentina nel secondo dopoguerra
Negli anni successivi al conflitto mondiale l'Argentina puntava ad intercettare un grande numero di emigrati italiani per sostenere lo sforzo di modernizzazione del paese mentre l'Italia cercava di organizzare questo flusso verso l'estero per diminuire la pressione demografica, allentando la tensione sociale e garantendo per il futuro un cospicuo flusso di rimesse. A questo scopo vennero stipulati due trattati di emigrazione italo-argentina, il primo datato 21 febbraio 1947 ed il secondo 26 gennaio 1948, con l'obiettivo di regolare il flusso di emigrati; l'Argentina puntava agli emigrati italiani e spagnoli considerati i più adatti per le esigenze del paese e, più o meno tacitamente, li selezionava scartando comunisti ed anarchici, considerati potenziali portatori di disordine sociale. In realtà tanti e tali furono le omissioni e la corruzione negli organismi che dovevano gestire la cosa da portare ad una sanatoria generale dopo soli pochi anni.

## Ushuaia
La città di Ushuaia sorse intorno alla colonia penale istituita alla fine dell'800, ma, con il Decreto nº 5777 del 21 marzo 1947 che ne decideva la chiusura, congiuntamente alle strutture collegate, si avviò un rapido spopolamento che ne mise in dubbio l'esistenza stessa. La necessità di salvare la provincia più a sud del paese, insieme alla salvaguardia dei confini con il Cile, spinsero lo stato argentino ad avviare un progetto per ridare slancio e vita alla città.

## L'impresa Borsari
Carlo Borsari ebbe notizia del progetto del Governo argentino dall'allora ministro dei lavori pubblici Emilio Sereni durante l'inaugurazione di un ponte ricostruito dall'Impresa Borsari. A Buenos Aires Carlo Borsari fu a lungo valutato dalle Autorità ministeriali argentine e in particolare dal Ministro della Marina, contrammiraglio Fidel L. Anadón che fu anche governatore della Terra de Fuoco. Il 30 aprile 1948 la Gazzetta Ufficiale della Repubblica Argentina pubblicò il decreto del presidente Juan Domingo Perón con cui si assegnava all'Impresa Borsari l'esecuzione delle opere previste in Terra del Fuoco.

### Il reclutamento
Nell'Italia profondamente segnata del primissimo dopoguerra la possibilità offerta da Borsari attirò richieste ed interesse da tutto il paese. Il grosso del contingente proveniva ovviamente dall'Emilia-Romagna, ma erano rappresentate quasi tutte le regioni italiane oltre ad alcuni profughi dalmati e anche qualche straniero. La selezione avveniva attraverso una visita medica, viste anche le condizioni climatiche che si sarebbero dovute affrontare, ma la vera scrematura era precedente; il governo argentino escludeva priori elementi che potessero minare la pace sociale e quindi anarchici, ma soprattutto comunisti dovevano essere esclusi. Taluni sostengono che in questa opera di selezione intervennero sia la Democrazia Cristiana sia la Chiesa, ma non esistono prove di ciò. Nel volgere di pochi mesi la lista di partenti venne definita. Ogni singolo partecipante venne schedato anche dal punto di vista professionale, si trattava della prima e forse unica emigrazione di massa in cui i soggetti avevano tali requisiti predefiniti già alla partenza. La pluralità degli orientamenti politici degli emigranti rifletteva la società italiana dell'epoca e tra chi si imbarcò per Ushuaia vi furono anche ex partigiani.

### Il primo viaggio
Un primo contingente, composto quasi esclusivamente da uomini, salpò il 26 settembre 1948 dal porto di Genova con la Motonave Genova della Compagnia Genovese d’Armamento. La partenza fu preceduta da una cerimonia a cui parteciparono tra gli altri l'Ambasciatore argentino, Gian Augusto Vitelli, prefetto della città e Gelasio Adamoli, sindaco di Genova. Dopo uno scalo a Montevideo ed un altro a Río Gallegos il 28 ottobre avvenne l'arrivo a Ushuaia. 
Lo sbarco dei materiali stivati richiese vari giorni di lavoro incessante, durante i quali gli emigranti alloggiarono ancora a bordo del Genova.
Ushuaia non disponeva di alloggi per tutti e furono utilizzate abitazioni di ex carcerieri, alcune case disabitate e allestiti dormitori in capannoni già esistenti, ma non furono sufficienti e il Governo argentino fece arrivare preventivamente la nave Chaco per ospitare quanti non poterono alloggiare a terra, mentre l’Impresa aveva allestito una mensa per i pasti che venivano forniti a prezzo di costo e un centro sociale con sala da ballo e cinematografo dove si proiettavano pellicole fatte giungere appositamente dall’Italia.
Fu un periodo di disagio inevitabile che i più vissero con spirito positivo, consapevoli della sua brevità, mentre costruivano le case che in poco tempo avrebbero abitato.
Il primo impegno fu quello di assemblare gli edifici prefabbricati portati dall’Italia che furono montati in soli cinquanta giorni di lavoro incessante, sfruttando le lunghe giornate dell’estate australe ormai prossima.
Molte squadre gareggiavano tra loro per vedere chi terminava per prima il proprio lavoro e in qualche caso qualcuna riuscì a completare il montaggio di una casa in un solo giorno.
Quando poterono prendere possesso degli alloggi, per molti di loro, provenienti da campi profughi, dalla coabitazione o da case lesionate, quella fu la prima, vera, casa dopo anni di privazioni e precarietà.

### Il secondo viaggio
Un secondo contingente di oltre cinquecento persone, per la maggior parte familiari dei partecipanti alla prima spedizione, salpò da Genova con la motonave Giovanna “C” il 5 agosto 1949 per arrivare a Ushuaia l'8 settembre.

### Fine della spedizione
Nel volgere di due anni, onorando i termini del contratto, tutte le opere furono ultimate: centinaia di case, strade, la centrale idroelettrica, la scuola, l'ospedale e il mattatoio.
Alla fine dei lavori numerosi italiani fecero ritorno in patria beneficiando del viaggio pagato dal governo argentino in base ad una legge detta ‘emigrazione assistita’ che prevedeva questo beneficio; altri si insediarono in varie località argentine e alcuni decisero di rimanere ad Ushuaia creando attività in proprio guadagnandosi il rispetto degli abitanti argentini e raggiungendo, in alcuni casi, un notevole successo.